# Lactancio Plácido
Lactancio Plácido o en latín, Lactantius Placidus (c. 350 - c. 400) fue un gramático, escolástico y mitógrafo latino del Bajo Imperio romano y presunto autor de un comentario sobre el poema épico la Tebaida (Thebais) de Estacio. Wilhelm Siegmund Teoftel consideraba que era la misma persona que Luctatius Placidus, autor de un glosario medieval titulado Glossae Luctatii Placidi grammatici ("Glosas de Luctatius Placidus, el Gramático") y también se le atribuye un trabajo anónimo titulado Glossae Luctatii Placidi grammatici, aunque Frank Bretzigheimer tiene un punto de vista contrario basándose en que el comentarista de Estacio no parece evidenciar actitudes cristianas en sus Narraciones.
Sus Narraciones son una especie de epítome (resumen) de Las Metamorfosis de Ovidio, siendo una de las fuentes, Higino.